# Tyson Fury vs Oleksandr Usyk
Tyson Fury vs Oleksandr Usyk, pubblicizzato come Ring of Fire, è stato un incontro di boxe professionistico per il campionato indiscusso dei pesi massimi tra il britannico Tyson Fury, campione dei pesi massimi WBC, e l'ucraino Oleksandr Usyk, campione dei pesi massimi WBA (Super), IBF, WBO, IBO e The Ring. Inizialmente programmato per il 17 febbraio 2024 alla Kingdom Arena di Riyadh, è stato poi rinviato al 18 maggio a causa di un infortunio di Fury. L'incontro, di 12 riprese, è stato vinto per decisione non unanime da Usyk, il quale è così diventato il nuovo campione indiscusso dei pesi massimi. L’ultimo a essere riuscito in tale impresa era stato Lennox Lewis nel 1999.

## Preparazione
Il 16 novembre 2023 è stato annunciato ufficialmente che l'incontro si sarebbe svolto il 17 febbraio 2024 in Arabia Saudita a Riyadh e a Londra si è tenuta una conferenza stampa dedicata all'annuncio. Il 2 febbraio 2024 è stato comunicato che l'incontro sarebbe stato rinviato a causa di un infortunio subito da Tyson Fury in allenamento, fissando il 18 maggio 2024 come nuova data del combattimento.

## Incontro
Dopo i primi tre round sostanzialmente equilibrati, Tyson Fury è riuscito a imporre una leggera supremazia nei quattro seguenti. L'andamento dell'incontro si è capovolto a partire dall'ottava ripresa, quando Usyk ha centrato Fury con un bel gancio sinistro in pieno volto causandogli una copiosa perdita di sangue dal naso. La svolta è arrivata al round successivo: Usyk ha sferrato una serie incessante di 14 pugni e Fury, dopo aver vacillato a lungo, è finito esanime sulle corde: l'arbitro, considerando la situazione come knock-down in piedi, ha iniziato il conteggio ma si è dovuto fermare a otto, con Fury salvato dalla campanella. Nel decimo round Fury è riuscito a riprendersi e a continuare l'incontro, la cui inerzia è però rimasta nelle mani di Usyk, che si è assicurato sia quel round che il successivo. Solo nell'ultima ripresa Fury è sembrato in grado di riportare il match in equilibrio, ma non è bastato: i giudici hanno infatti premiato Usyk, anche se con decisione non unanime (115-112, 113-114; 114-113).

## Conseguenze
Pochi giorni dopo l'incontro vengono confermate le voci di una rivincita, che viene fissata per il 21 dicembre, sempre a Riyadh.